# Jimmy Squarefoot
Laut der Folklore der Manx lebt Jimmy Squarefoot, eine legendäre zweibeinige schweineköpfige Kreatur, auf der Isle of Man in der Irischen See. Es ist für gewöhnlich ein friedlicher Wanderer. Seine großen Füße sind mit Kaliko-Bändern umwickelt und wirken quadratisch, daher der Name „Squarefoot“. Es wird gesagt, dass es einst von den Foawr, einer Rasse von Steine werfenden Riesen, geritten wurde. An anderer Stelle wird geschildert, dass Jimmy Squarefoot anfangs selber als steinewerfender Riese dargestellt wurde, der auf einem Schwein ritt.

## Trivia
Jimmy Squarefoot ist in der Reihe Monster in My Pocket Figur #80.